# Xã Kingman, Quận Kingman, Kansas
Xã Kingman (tiếng Anh: Kingman Township) là một xã thuộc quận Kingman, tiểu bang Kansas, Hoa Kỳ. Năm 2010, dân số của xã này là 115 người.